# Bisdom Gradisca
Bisdom Gradisca (Latijn: Dioecesis Gradiscana), in Gradisca d'Isonzo, was van 1788 tot 1830 een Oostenrijks bisdom in het huidige Italië.
In 1788 werden het aartsbisdom Görtz en de bisdommen Triëst en  Pedana opgeheven en verenigd tot het nieuwe bisdom Gradisca. Het nieuwe bisdom maakte deel uit van de kerkprovincie van het Laibach.
De bisschop van het opgeheven Triëst werd de eerste bisschop van Gradisca. De bisschop verliet zijn nieuwe zetel echter al snel om terug te keren naar Triëst omdat de voorzieningen bij zijn nieuwe zetel van onvoldoende kwaliteit waren. In 1791 werd het bisdom alweer verdeeld. Het bisdom Triëst werd hersteld, maar nu vergroot met het voormalige bisdom Pedana. De bisschopszetel werd van Gradisca verlegd naar Görz (Gorizia) en de naam van het bisdom werd Görtz en Gradisca. Het bisdom was van 1816 tot 1819 vacant. In 1830 werd het aartsbisdom Laibach vervangen door het aartsbisdom Görtz en Gradisca. 
In 1986 werd de naam van het aartsbisdom Gorizia en werd Gradisca een titulair aartsbisdom.